# ᴠ
Cette page contient des caractères spéciaux ou non latins. S’ils s’affichent mal (▯, ?, etc.), consultez la page d’aide Unicode.
ᴠ, appelé petite capitale V, est une lettre additionnelle de l’écriture latine utilisée dans l’alphabet phonétique ouralien.

## Utilisation
Dans l’alphabet phonétique ouralien, ‹ ᴠ › représente une consonne fricative labio-dentale semi-voisée, notée [v̥] avec l’alphabet phonétique international, le v minuscule ‹ v › représentant une consonne fricative labio-dentale voisée, [v], et l’usage de petites capitales indiquant le dévoisement.

## Représentations informatiques
La petite capitale V peut être représentée avec les caractères Unicode (Extensions phonétiques) suivants :
| formes    | représentations | chaînes de caractères | points de code | descriptions                              |
| --------- | --------------- | --------------------- | -------------- | ----------------------------------------- |
| minuscule | ᴠ               | ᴠ                     | U+1D20         | lettre minuscule latine petite capitale v |